# Pyöriä-Kamala
Pyöriä-Kamala är en ö i Finland. Den ligger i sjön Saimen och i kommunen Sankt Michel i den ekonomiska regionen  S:t Michel och landskapet Södra Savolax, i den södra delen av landet, 220 km nordost om huvudstaden Helsingfors. Öns area är 1,9 hektar och dess största längd är 210 meter i sydväst-nordöstlig riktning.